# Jiří Šotola
Jiri Šotola (1924. – 1989.) češki je književnik.
Vodeći je predstavnik poslijeratne generacije. Također je cijenjen kao vrstan prevodilac. Izrazit lirik čista izraza, nastoji prevladati osjećaj samoće i prekobrojnosti, spojiti se s presušivom rijekom srodnika i u rastrzanom i nespokojnom svijetu pronaći neku svoju intimnu oazu spokoja. 

## Djela
- Svijet naš svagdašnji
- Zvijezda Ypsilon
- Poste restante
- Družba Isusova
- Pile na ražnju (na hrvatski prevedeno 1983.)

Poznatije pjesme:
- Ja sad idem van
- A koliko si imala ljubavnika?